# Осиковска Лакавица
Осиковска Лакавица е село в Западна България. То се намира в Община Правец, Софийска област.

## География
Село Осиковска Лакавица се намира в планински район. Разположено е на 9 km на североизток от град Правец.

## История
Селото е образувано през 1880 г. когато селата Осиковица и Лакавица са обединени в едно общо село .

## Архитектурни и природни забележителности
- Храм Успение на пресвета Богородица,